# ستيف أوت
ستيف أوت هو لاعب هوكي الجليد كندي، ولد في 19 أغسطس 1982 في سمرسايد، كندا ‏ في كندا.

## وصلات خارجية
- ستيف أوت على موقع دوري الهوكي الوطني (الإنجليزية)
- ستيف أوت على موقع قاعة مشاهير الهوكي (لاعب أن.إتش.أل) (الإنجليزية)
- ستيف أوت على موقع EliteProspects.com (الإنجليزية)
- ستيف أوت على موقع HockeyDB.com (الإنجليزية)
- ستيف أوت على موقع Hockey-Reference.com (الإنجليزية)